# Liste der Berliner Fußballmeister des VBB 1912–1933

Hertha BSC
11 Mal Berliner Fußballmeister des VBB

Die Liste der Berliner Fußballmeister des VBB umfasst alle Meister des Verbandes Brandenburgischer Ballspielvereine (VBB) der Jahre 1911 bis 1933. Am 29. April 1911 wurde durch den Zusammenschluss der Verbände Verband Berliner Ballspielvereine (ebenfalls VBB), Märkischer Fußball-Bund (MFB) und Verband Berliner Athletik-Vereine (VBAV) der Verband Brandenburgischer Ballspielvereine gegründet. Vorher gab es mehrere Fußballverbände in Berlin, welche auch Teilnehmer für die deutsche Fußballmeisterschaft stellten. Mit dem Zusammenschluss wurden die sportlichen Kräfte in Berlin gebündelt. Die erste Meisterschaftsrunde unter der Organisation des VBB fand 1911/12 statt. Im August 1933 wurde der Verband aufgelöst.
Die Berliner Fußballmeisterschaft des VBB wurde überwiegend in zwei Gruppen ausgespielt, deren Sieger in Finalspielen den Berliner Fußballmeister ausspielten. Ab der Saison 1930/31 wurde der Bezirk Pommern, welcher vormals unter dem Baltischen Sport-Verband spielte, im VBB aufgenommen. Die drei besten Berliner Vereine und der Sieger des Bezirkes Pommern spielten nun in einer Finalrunde den Fußballmeister aus.
Obwohl im VBB auch Vereine aus Brandenburg und ab 1930 aus Pommern spielten, konnten sich diese zu keiner Zeit gegen die spielstarken Berliner Vereine durchsetzen, so dass sämtliche Meistertitel in die Hauptstadt gingen. Zweimal konnte der Berliner Fußballmeister des VBB die deutsche Fußballmeisterschaft erringen, sechsmal wurden Berliner Vereine Deutscher Vizemeister. 1933 wurde der VBB aufgelöst, anstelle der Berliner Fußballmeisterschaft trat die Gauliga Berlin-Brandenburg.

## Berliner Fußballmeister 1912–1933
| Jahr    | Berliner Meister          | Abschneiden deutsche Meisterschaft                | Deutscher Meister                                 |
| ------- | ------------------------- | ------------------------------------------------- | ------------------------------------------------- |
| 1911/12 | BFC Preussen              | Viertelfinale                                     | Holstein Kiel                                     |
| 1912/13 | Berliner TuFC Viktoria 89 | Halbfinale                                        | VfB Leipzig                                       |
| 1913/14 | Berliner BC               | Halbfinale                                        | SpVgg Fürth                                       |
| 1914/15 | BFC Hertha 1892           | kriegsbedingt keine deutsche Fußballmeisterschaft | kriegsbedingt keine deutsche Fußballmeisterschaft |
| 1915/16 | Berliner TuFC Viktoria 89 | kriegsbedingt keine deutsche Fußballmeisterschaft | kriegsbedingt keine deutsche Fußballmeisterschaft |
| 1916/17 | BFC Hertha 1892           | kriegsbedingt keine deutsche Fußballmeisterschaft | kriegsbedingt keine deutsche Fußballmeisterschaft |
| 1917/18 | BFC Hertha 1892           | kriegsbedingt keine deutsche Fußballmeisterschaft | kriegsbedingt keine deutsche Fußballmeisterschaft |
| 1918/19 | Berliner TuFC Viktoria 89 | kriegsbedingt keine deutsche Fußballmeisterschaft | kriegsbedingt keine deutsche Fußballmeisterschaft |
| 1919/20 | SC Union Oberschöneweide  | Viertelfinale                                     | 1. FC Nürnberg                                    |
| 1920/21 | Vorwärts 90 Berlin        | Finale                                            | 1. FC Nürnberg                                    |
| 1921/22 | SV Norden-Nordwest        | Halbfinale                                        | kein Meister                                      |
| 1922/23 | SC Union Oberschöneweide  | Finale                                            | Hamburger SV                                      |
| 1923/24 | BTuFC Alemannia 90 Berlin | Viertelfinale                                     | 1. FC Nürnberg                                    |
| 1924/25 | Hertha BSC                | Halbfinale                                        | 1. FC Nürnberg                                    |
| 1925/26 | Hertha BSC                | Finale                                            | SpVgg Fürth                                       |
| 1926/27 | Hertha BSC                | Finale                                            | 1. FC Nürnberg                                    |
| 1927/28 | Hertha BSC                | Finale                                            | Hamburger SV                                      |
| 1928/29 | Hertha BSC                | Finale                                            | SpVgg Fürth                                       |
| 1929/30 | Hertha BSC                | Gewinner                                          | Hertha BSC                                        |
| 1930/31 | Hertha BSC                | Gewinner                                          | Hertha BSC                                        |
| 1931/32 | Tennis Borussia Berlin    | Viertelfinale                                     | FC Bayern München                                 |
| 1932/33 | Hertha BSC                | Achtelfinale                                      | Fortuna Düsseldorf                                |

## Berliner Vizemeister 1925–1933
Ab der Saison 1924/25 war auch der Berliner Vizemeister für die Endrunde der deutschen Fußballmeisterschaft qualifiziert.
| Jahr    | Berliner Vizemeister      | Abschneiden deutsche Meisterschaft | Deutscher Meister  |
| ------- | ------------------------- | ---------------------------------- | ------------------ |
| 1924/25 | BTuFC Alemannia 90 Berlin | Achtelfinale                       | 1. FC Nürnberg     |
| 1925/26 | SV Norden-Nordwest        | Viertelfinale                      | SpVgg Fürth        |
| 1926/27 | Berliner FC Kickers 1900  | Viertelfinale                      | 1. FC Nürnberg     |
| 1927/28 | Tennis Borussia Berlin    | Viertelfinale                      | Hamburger SV       |
| 1928/29 | Tennis Borussia Berlin    | Viertelfinale                      | SpVgg Fürth        |
| 1929/30 | Tennis Borussia Berlin    | Achtelfinale                       | Hertha BSC         |
| 1930/31 | Tennis Borussia Berlin    | Viertelfinale                      | Hertha BSC         |
| 1931/32 | Minerva 93 Berlin         | Achtelfinale                       | FC Bayern München  |
| 1932/33 | Berliner TuFC Viktoria 89 | Achtelfinale                       | Fortuna Düsseldorf |

## Rekordmeister
Rekordmeister des VBB ist Hertha BSC, die den Titel 11-mal gewinnen konnten.
|  | Verein                    | Titel | Jahr                                                             |
|  | ------------------------- | ----- | ---------------------------------------------------------------- |
|  | Hertha BSC                | 11    | 1915, 1917, 1918, 1925, 1926, 1927, 1928, 1929, 1930, 1931, 1933 |
|  | Berliner TuFC Viktoria 89 | 3     | 1913, 1916, 1919                                                 |
|  | SC Union Oberschöneweide  | 2     | 1920, 1923                                                       |
|  | BFC Preußen               | 1     | 1912                                                             |
|  | Berliner BC               | 1     | 1914                                                             |
|  | Vorwärts 90 Berlin        | 1     | 1921                                                             |
|  | SV Norden-Nordwest        | 1     | 1922                                                             |
|  | BTuFC Alemannia 90 Berlin | 1     | 1924                                                             |
|  | Tennis Borussia Berlin    | 1     | 1932                                                             |